# Sędzice (stacja kolejowa)
Sędzice – stacja kolejowa na linii warszawsko-kaliskiej w Słomkowie Suchym (powiat sieradzki).  Na stacji zatrzymują się tylko pociągi osobowe. Jest wpisana do rejestru zabytków nieruchomych WUOZ w Łodzi pod nr A428. 

## Ruch pasażerski[1]
| Rok  | Wymiana pasażerska na dobę |
| ---- | -------------------------- |
| 2017 | 20-49                      |
| 2018 | 20-49                      |
| 2019 | 20-49                      |
| 2020 | 10-19                      |
| 2021 | 20-49                      |
| 2022 | 10-19                      |
| 2023 | 20-49                      |

## Połączenia
- Kalisz
- Wrocław Główny
- Łódź Kaliska
- Ostrów Wielkopolski
- Poznań Główny
- Kłodzko Główne (od poniedziałku do soboty)